# Liga Adriatycka
Liga Adriatycka, obecnie Liga ABA (od roku 2001 do 2006 pod nazwą Goodyear League) jest koszykarską ligą regionalną, w której uczestniczą kluby z Bośni i Hercegowiny, Chorwacji, Czarnogóry, Serbii oraz Słowenii. Liga została utworzona w 2001 roku.
Liga współistnieje z krajowymi ligami w danych krajach (Naša Sinalko Liga, A1 Liga, Prvenstvo BiH, 1. SKL, Opportunity Liga). Drużyny występujące w Lidze Adriatyckiej dołączają do rozgrywek ligowych na wiosnę po rozgrywkach Ligi Adriatyckiej.
Liga Adriatycka jest członkiem ULEB, a także pierwowzorem podobnych rozgrywek w krajach nadbałtyckich tworzących Ligę Bałtycką.

## Historia
Liga powstała 3 lipca 2001. Tworzyło ją 12 zespołów i rozpoczęła rozgrywki jesienią 2001 roku. W jej skład wchodziły 4 drużyny ze Słowenii oraz Chorwacji, 3 z Bośni i Hercegowiny oraz jedna z Jugosławii. W kolejnym sezonie 2002/03 w Lidze występowało 12 zespołów, a wśród nich izraelski zespół Maccabi Tel Awiw, który odszedł z Ligi po sezonie. W sezonie 2003/04 Liga powiększała się do 14, a w kolejnym sezonie 2004/05 do 16 zespołów. W sezonie 2005/06 w Lidze ponownie występowało 14 zespołów.
Od września 2006 nosi nazwę Liga NLB.

## Rozgrywki
Liga jest rozgrywana w systemie kołowym, w którym w rundzie zasadniczej każdy zespół gra kolejno ze wszystkimi przeciwnikami „w domu” i „na wyjeździe”. Czołowe zespoły kwalifikują się do rundy play-off i w niej wyłaniają mistrza.
W latach 2002-04, do play-off kwalifikowały się 4 zespoły i rozgrywały finał czterech (final four). Od roku 2005 do play-off kwalifikuje się osiem zespołów, w którym w każdej rundzie rozgrywany jest nietypowo tylko 1 mecz.

## Zespoły w sezonie (2014–2015)
| Kraj                 | Zespoły | Kwalifikacja                         | Drużyna               | Miasto            | Hala (Pojemność)                        | Europejskie rozgrywki w sezonie 2013/14 |
| -------------------- | ------- | ------------------------------------ | --------------------- | ----------------- | --------------------------------------- | --------------------------------------- |
| Serbia               | 4       |                                      |                       |                   |                                         |                                         |
| Serbia               | 4       | 1. miejsce – Koszykarska Liga Serbii | Partizan NIS          | Belgrad           | Pionir Hall (8,150)                     | Eurocup                                 |
| Serbia               | 4       | 2. miejsce – Koszykarska Liga Serbii | Crvena zvezda Telekom | Belgrad           | Pionir Hall (8,150)                     | Euroliga                                |
| Serbia               | 4       | 3. miejsce – Koszykarska Liga Serbii | Mega Leks             | Sremska Mitrovica | Sports Hall Pinki (3,000)               |                                         |
| Serbia               | 4       | Dzika karta                          | Metalac Farmakom      | Valjevo           | Valjevo Sports Hall (2,500)             |                                         |
| Chorwacja            | 3       |                                      |                       |                   |                                         |                                         |
| Chorwacja            | 3       | 1. miejsce – Liga Chorwacji          | Cedevita              | Zagrzeb           | Dom Sportova (3,500)                    | Euroliga                                |
| Chorwacja            | 3       | 2. miejsce – Liga Chorwacji          | Cibona                | Zagrzeb           | Dražen Petrović Basketball Hall (5,400) |                                         |
| Chorwacja            | 3       | 3. miejsce – Liga Chorwacji          | Zadar                 | Zadar             | Krešimir Ćosić Hall (10,000)            |                                         |
| Słowenia             | 2       |                                      |                       |                   |                                         |                                         |
| Słowenia             | 2       | Mistrz Słowenii                      | Krka                  | Novo mesto        | Leon Štukelj Hall (3,000)               |                                         |
| Słowenia             | 2       | Finalista Słowenii                   | Union Olimpija        | Lublana           | Arena Stožice (12,480)                  | Eurocup                                 |
| Bośnia i Hercegowina | 1       | Mistrz Bośni i Hercegowiny           | Igokea                | Aleksandrovac     | Laktaši Sports Hall (3,050)             |                                         |
| Bułgaria             | 1       | Dzika karta                          | Levski Sofia          | Sofia             | Universiada Hall (3,000)                |                                         |
| Węgry                | 1       | Dzika karta                          | Szolnoki Olaj KK      | Szolnok           | Tiszaligeti Sportcsarnok (3,000)        | Eurocup                                 |
| Macedonia            | 1       | Dzika karta                          | MZT Skopje            | Skopje            | Jane Sandanski Arena (6,000)            |                                         |
| Czarnogóra           | 1       | Dzika karta                          | Budućnost             | Podgorica         | Morača Sports Center (5,000)            | Eurocup                                 |

## Finały
| 2001–02 | Union Olimpija           | 73–59      | Krka                   | Pivovarna Laško       | Cibona VIP          |
| 2002–03 | Zadar                    | 91–88      | Maccabi Elite Tel Awiw | Crvena zvezda         | Union Olimpija      |
| 2003–04 | Reflex                   | 71–70      | Cibona VIP             | Crvena zvezda         | Union Olimpija      |
| 2004–05 | Hemofarm                 | 89–76      | Partizan Pivara MB     | Reflex                | Crvena zvezda       |
| 2005–06 | FMP                      | 73–72      | Partizan Pivara MB     | Crvena zvezda         | Hemofarm            |
| 2006–07 | Partizan                 | 2–0        | FMP                    | Cibona VIP            | Hemofarm            |
| 2007–08 | Partizan Igokea          | 69–51      | Hemofarm               | Union Olimpija        | Zadar               |
| 2008–09 | Partizan Igokea          | 63–49      | Cibona VIP             | Crvena zvezda         | Hemofarm            |
| 2009–10 | Partizan                 | 75–74 (OT) | Cibona VIP             | Hemofarm              | Union Olimpija      |
| 2010–11 | Partizan                 | 77–74      | Union Olimpija         | Budućnost m:tel       | Krka                |
| 2011–12 | Maccabi Electra Tel Awiw | 87–77      | Cedevita               | Budućnost VOLI        | Partizan mt:s       |
| 2012–13 | Partizan mt:s            | 71–63      | Crvena zvezda Telekom  | Igokea                | Radnički Kragujevac |
| 2013–14 | Cibona                   | 72–59      | Cedevita               | Crvena zvezda Telekom | Partizan            |
| 2014–15 | Crvena zvezda Telekom    | 3–1        | Cedevita               | Partizan NIS          | Budućnost VOLI      |
| 2015–16 | Crvena zvezda Telekom    | 3–0        | Mega Leks              | Cedevita              | Budućnost VOLI      |
| 2016–17 | Crvena zvezda mts        | 3–0        | Cedevita               | Budućnost VOLI        | Partizan NIS        |
| 2017–18 | Budućnost VOLI           | 3–1        | Crvena zvezda mts      | Cedevita              | Mornar              |
| 2018–19 | Crvena zvezda mts        | 3–2        | Budućnost VOLI         | Partizan NIS          | Cedevita            |

- KK FMP Železnik w sezonie 2003/04 występował pod nazwą Reflex.

## Nagrody
MVP
| Sezon   | Zawodnik          | Zespół             | PIR   |
| ------- | ----------------- | ------------------ | ----- |
| 2001–02 | Marino Baždarić   | Triglav osiguranje | 17,64 |
| 2002–03 | Kenyan Weaks      | Pivovarna Laško    | 19,33 |
| 2003–04 | Dejan Milojević   | Budućnost          | 29,35 |
| 2004–05 | Dejan Milojević   | Partizan           | 30,35 |
| 2005–06 | Dejan Milojević   | Partizan           | 26,21 |
| 2006–07 | Milan Gurović     | Crvena zvezda      | 29,30 |
| 2007–08 | Tadija Dragićević | Crvena zvezda      | 21,93 |
| 2008–09 | Ante Tomić        | Zagreb             | 22,42 |
| 2009–10 | Chester Mason     | Široki             | 19,96 |
| 2010–11 | Luka Žorić        | Zagreb             | 23,62 |
| 2011–12 | David Simon       | Radnički           | 22,27 |
| 2012–13 | Aleksandar Ćapin  | Radnički           | 20,43 |
| 2013–14 | Dario Šarić       | Cibona             | 21,15 |
| 2014–15 | Nikola Jokić      | Mega Leks          | 21,96 |
| 2015–16 | Miro Bilan        | Cedevita           | 20,81 |
| 2016–17 | Nikola Janković   | Olimpija Lublana   | 19,24 |
| 2017–18 | Luka Žorić (2)    | Cibona             | 23,24 |
| 2018–19 | Goga Bitadze      | Budućnost          | 19,95 |

## Liderzy statystyczni
Liderzy strzelców
| Sezon   | Zawodnik          | Zespół              | PPG   |
| ------- | ----------------- | ------------------- | ----- |
| 2001–02 | Marino Baždarić   | Triglav osiguranje  | 26,23 |
| 2002–03 | Kenyan Weaks      | Pivovarna Laško     | 20,14 |
| 2003–04 | Igor Rakočević    | Crvena zvezda       | 23,22 |
| 2004–05 | Dejan Milojević   | Partizan            | 21,77 |
| 2005–06 | Dejan Milojević   | Partizan            | 17,68 |
| 2006–07 | Milan Gurović     | Crvena zvezda       | 28,60 |
| 2007–08 | Tadija Dragićević | Crvena zvezda       | 20,46 |
| 2008–09 | Dragan Labović    | FMP                 | 17,96 |
| 2009–10 | Andrija Žižić     | Cedevita            | 17,12 |
| 2010–11 | Michael Lee       | Radnički            | 19,60 |
| 2011–12 | David Simon       | Radnički            | 19,38 |
| 2012–13 | Aleksandar Ćapin  | Radnički            | 17,48 |
| 2013–14 | Dario Šarić       | Cibona              | 16,27 |
| 2014–15 | Malcolm Armstead  | Krka Novo mesto     | 17,56 |
| 2015–16 | Tadija Dragićević | Budućnost Podgorica | 16,33 |
| 2016–17 | Ivan Marinković   | Zadar               | 17,72 |
| 2017–18 | Luka Žorić        | Cibona              | 19,7  |
| 2018–19 | Dragan Apić       | FMP                 | 21,2  |

Liderzy Wszech czasów
Od sezonu 2001/02 do rozgrywek 2018/19.
| Sumy         | Sumy               | Sumy |
| ------------ | ------------------ | ---- |
| Punkty       | Marin Rozić        | 2749 |
| Zbiórki      | Todor Gečevski     | 1314 |
| Asysty       | Nebojša Joksimović | 831  |
| Przechwyty   | Nebojša Joksimović | 355  |
| Bloki        | Slavko Vraneš      | 272  |
| Index Rating | Todor Gečevski     | 3212 |
| Gry          | Marin Rozić        | 356  |